# Bobby Freeman
Bobby Freeman (San Francisco, 1940. június 13. – Dale City, Kalifornia, 2017. január 23.) amerikai zenész, dalszerző, zenei producer.

## Élete
14 évesen kezdett zenével foglalkozni. Első felvételeit 1956-ban a Dootoone lemezkiadónál rögzítette. 1958 elején jelent meg a legnagyobb slágere, a Do You Want to Dance, amit saját maga szerzett. A dalt később sokan feldolgozták. Többek között Del Shannon, a Beach Boys, Johnny Rivers, Bette Midler, John Lennon, Cliff Richard, Marc Bolan, a The Mamas & the Papas, Bobby Vee és a Ramones. A szám több filmben is hallható, így az American Graffiti (1973), Nicsak, ki beszél még! (1990) és a Dirty Dancing 2. (2004) filmekben. A Do You Wanna Dance után 1961-ig szerepelt még néhány dallal a slágerlistákon. 1964-ben még egy lemezzel visszatért. Kis lemezkiadóknál ezt követően is adott ki dalokat az 1970-es évek közepéig, de ezekkel már nem aratott sikert.

## Művei

### Kislemezek
| Év   | Kislemez                            | Slágerlista helyezés | Slágerlista helyezés |
| Év   | Kislemez                            | US Pop               | US R&B               |
| ---- | ----------------------------------- | -------------------- | -------------------- |
| 1958 | "Do You Want to Dance"              | 5                    | 2                    |
| 1958 | "Betty Lou Got a New Pair of Shoes" | 37                   | 20                   |
| 1958 | "Need Your Love"                    | 54                   | 29                   |
| 1959 | "Mary Ann Thomas"                   | 90                   | -                    |
| 1959 | "Ebb Tide"                          | 93                   | -                    |
| 1960 | "(I Do the) Shimmy Shimmy"          | 37                   | -                    |
| 1961 | "The Mess Around"                   | 89                   | -                    |
| 1964 | "C'mon and Swim"                    | 5                    | *                    |
| 1964 | "S-W-I-M"                           | 56                   | *                    |

Megjegyzés: *  Ebben az időszakban a Billboard nem közölt R&B slágerlistát

### Nagylemezek
- Do You Wanna Dance (1958, Jubilee Records)
- Get in the Swim (1959, Josie Records)
- Lovable Style of Bobby Freeman (1960, King)
- C'mon and Swim (1964, Autumn)

## További információ
- Bobby Freeman az Internet Movie Database-ben (angolul)